# Reformierte Kirche Splügen

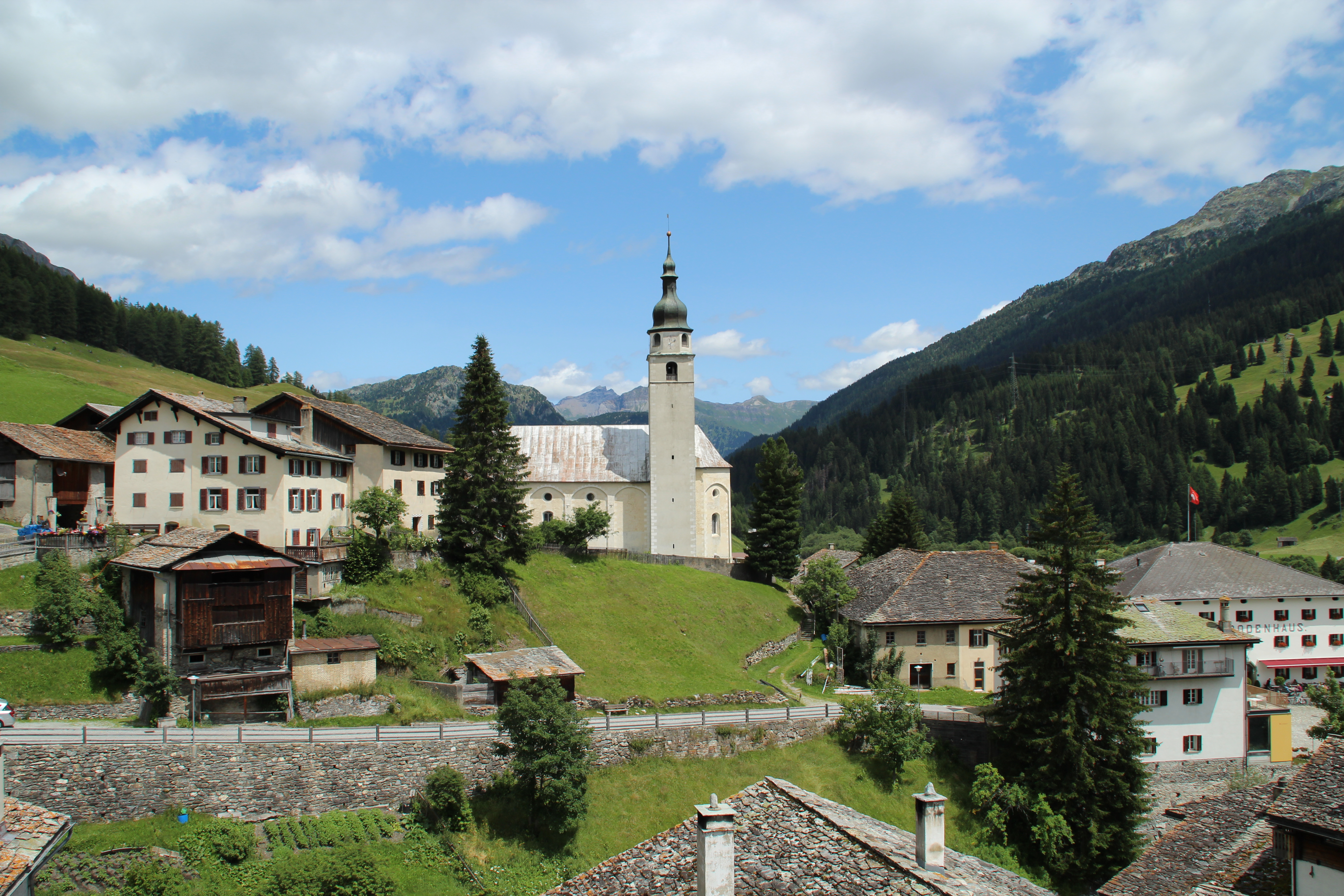
Ansicht von Westen

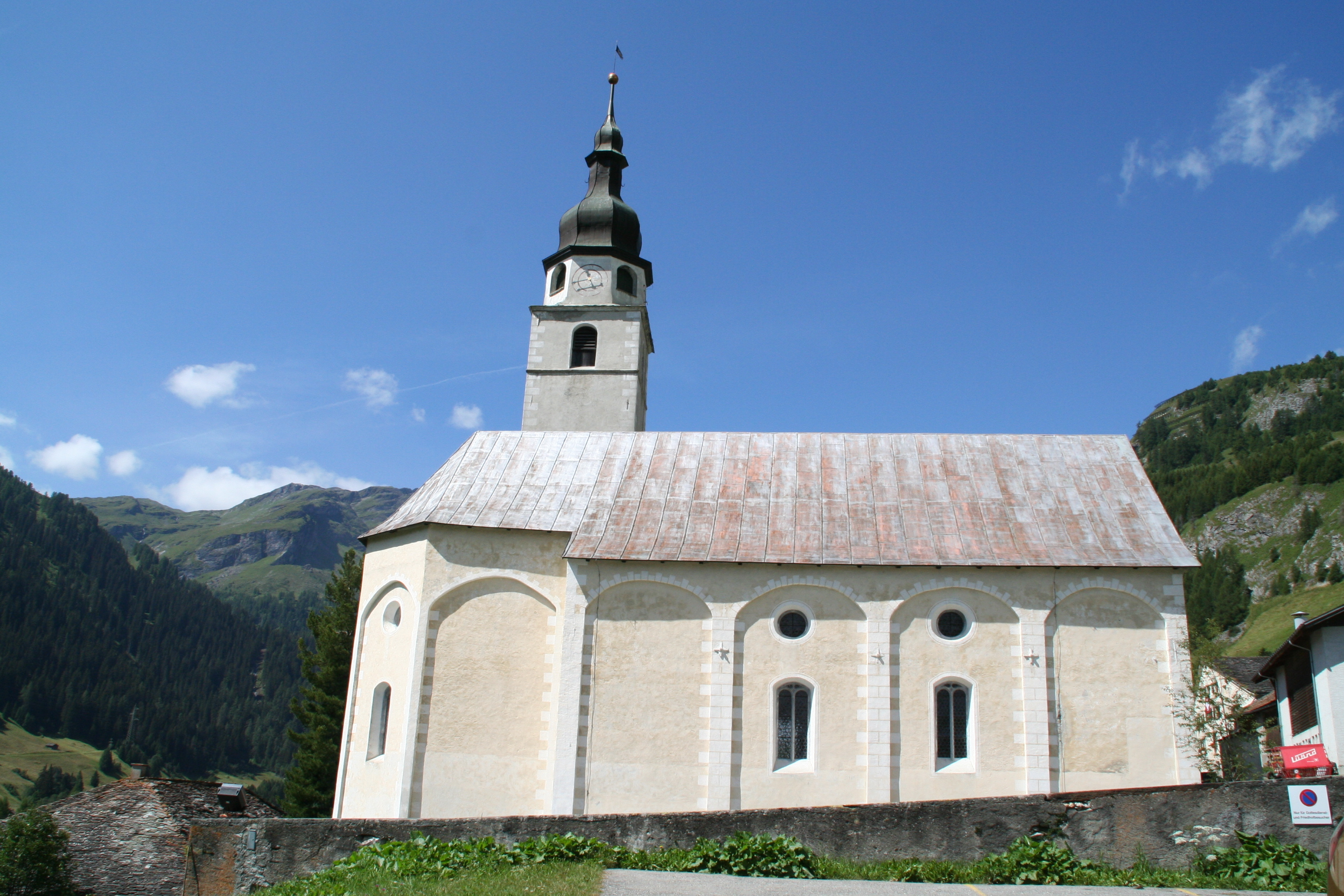
Kirche Splügen von Osten

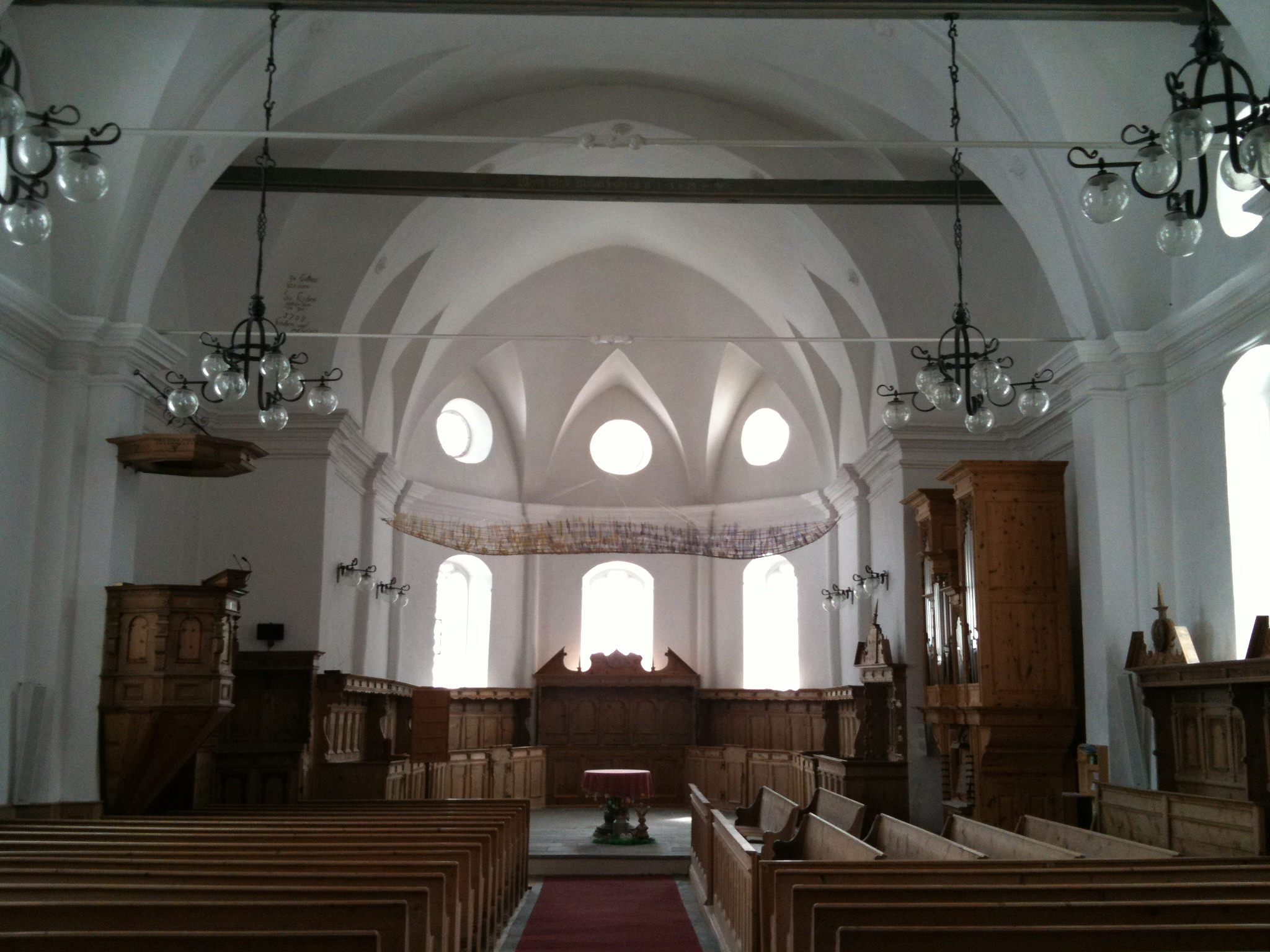
Blick zum Chor

Die reformierte Kirche in Splügen im Rheinwald ist ein evangelisch-reformiertes denkmalgeschütztes Gotteshaus.

## Geschichte und Ausstattung
Die jetzige Kirche ist ein barocker Neubau. Sie entstand nach Ende der Bündner Wirren 1687–1689 und erstaunt durch ihre für Graubünden ungewöhnlich grossen Ausmasse. Baumeister war Peter Zaurr, der fünf Jahre später auch die Alte Landbrugg in Hinterrhein bauen sollte. Die Schlussabrechnung stammt vom 6. November 1690 und lautete auf 2830 Gulden und Nebenleistungen in Form von Wein. Anstelle des Meisters Peter Zaurr, der nicht schreiben konnte, unterschrieb der erste Pfarrer der Kirche, Maximilian Vedrosius.
1815 wurde die Kirche renoviert und die Mauern durch Zugbalken gesichert. 1922 wurde das Dach mit Kupferblech gedeckt. Renovationen erfolgen 1932, 1978 (aussen) und 1983 (innen).
Der Taufstein geht auf das Jahr 1689 zurück, die Kanzel datiert auf 1690.
Der Chorraum ist bestückt mit Familiengestühl der damals bedeutendsten Splügener Geschlechter wie der von Schorsch und mehreren Epitaphen. Die Orgel ist neueren Datums und wurde 1985 eingebaut.
An der linken Seitenwand erinnert eine Tafel mit einer Buchseite mit Brandspuren an den Brand eines Hauses im Januar 2008, bei dem zwei Frauen ums Leben kamen. Die Buchseite stammt aus dem Jugendroman Die rote Zora.

## Kirchliche Organisation
Splügen steht innerhalb der Evangelisch-reformierten Landeskirche Graubünden mit den anderen Dörfern des Rheinwalds in Pastorationsgemeinschaft.

## Galerie

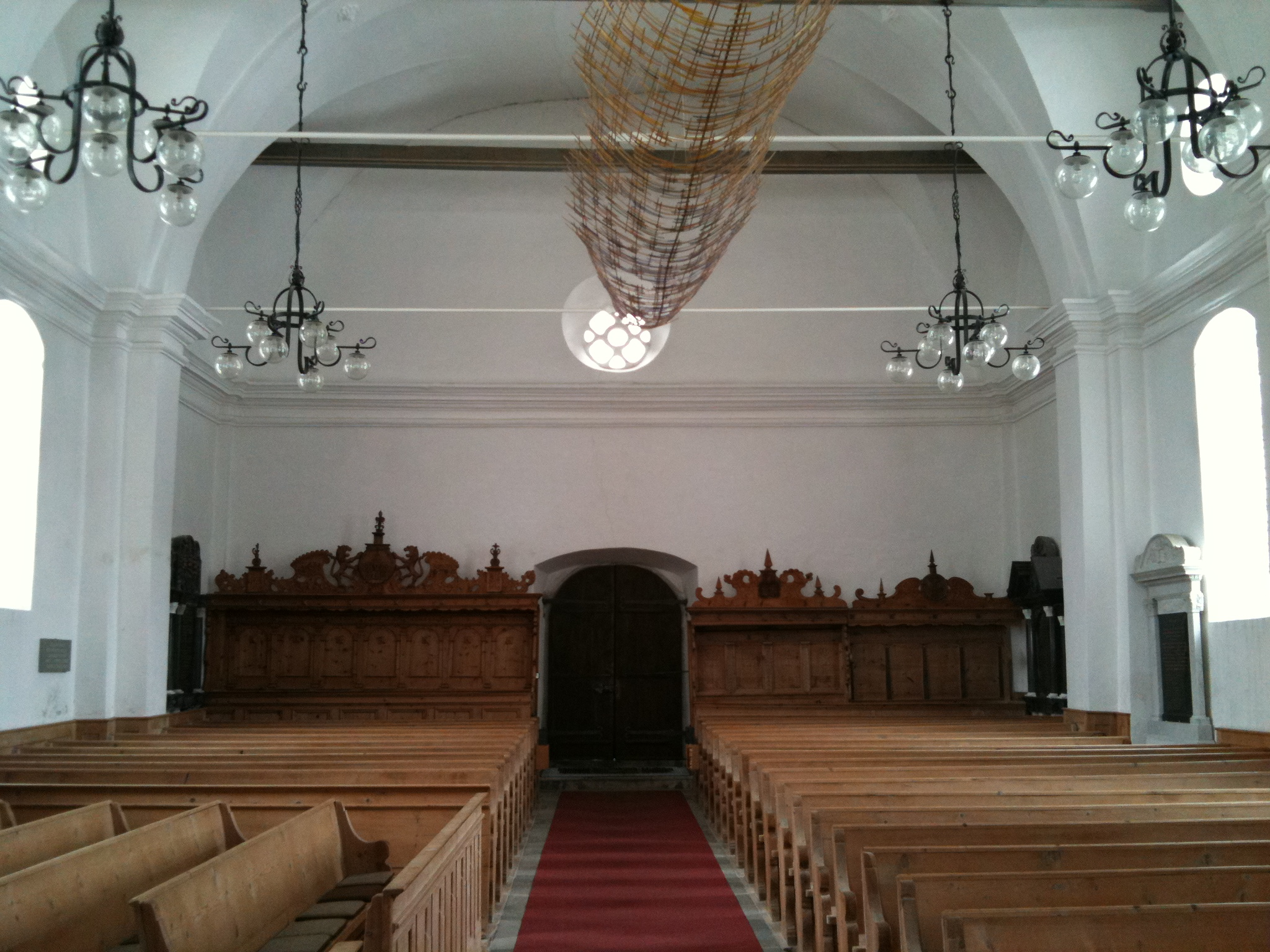
Blick aus dem Chor in das Kirchenschiff
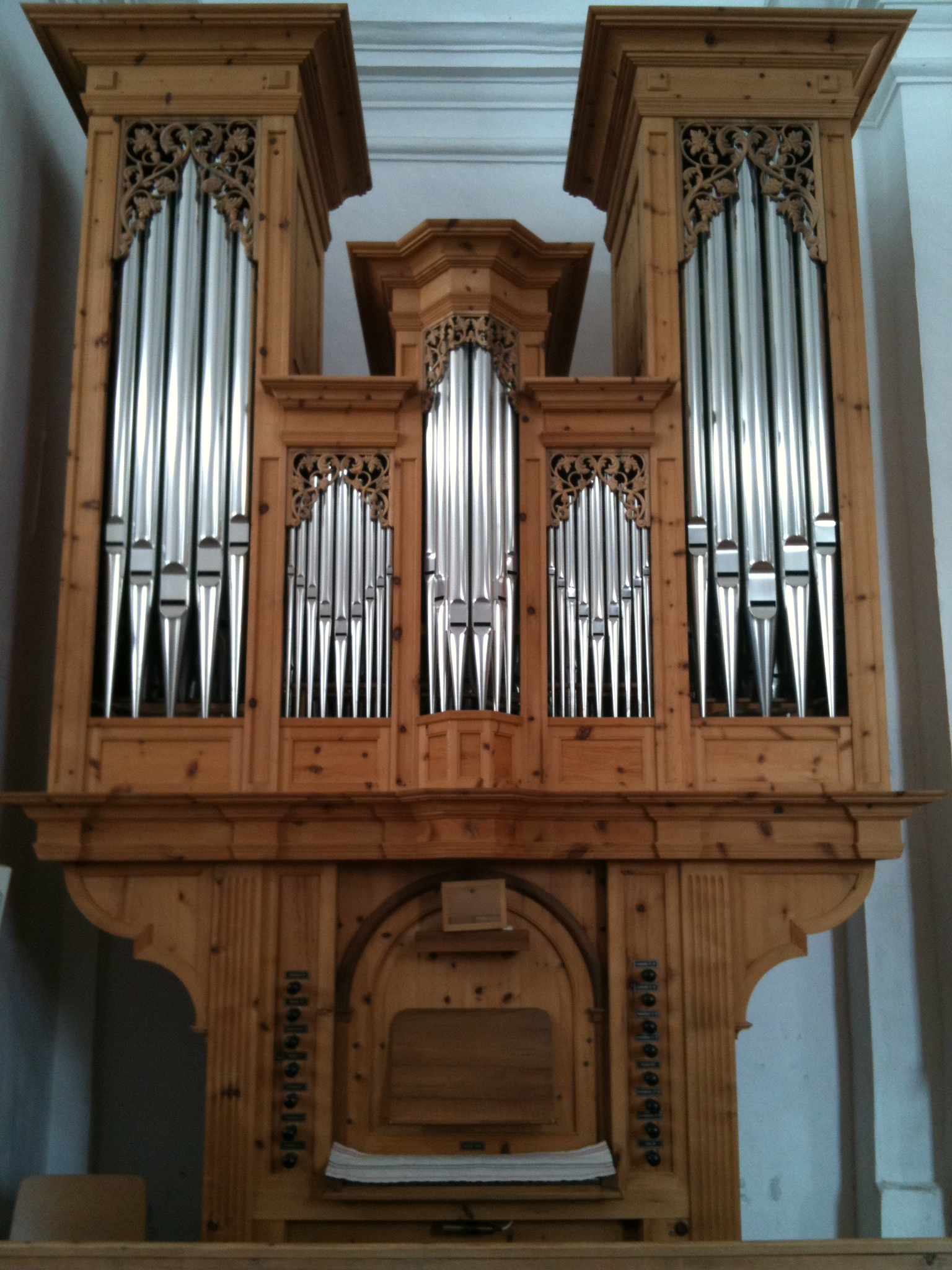
Orgel
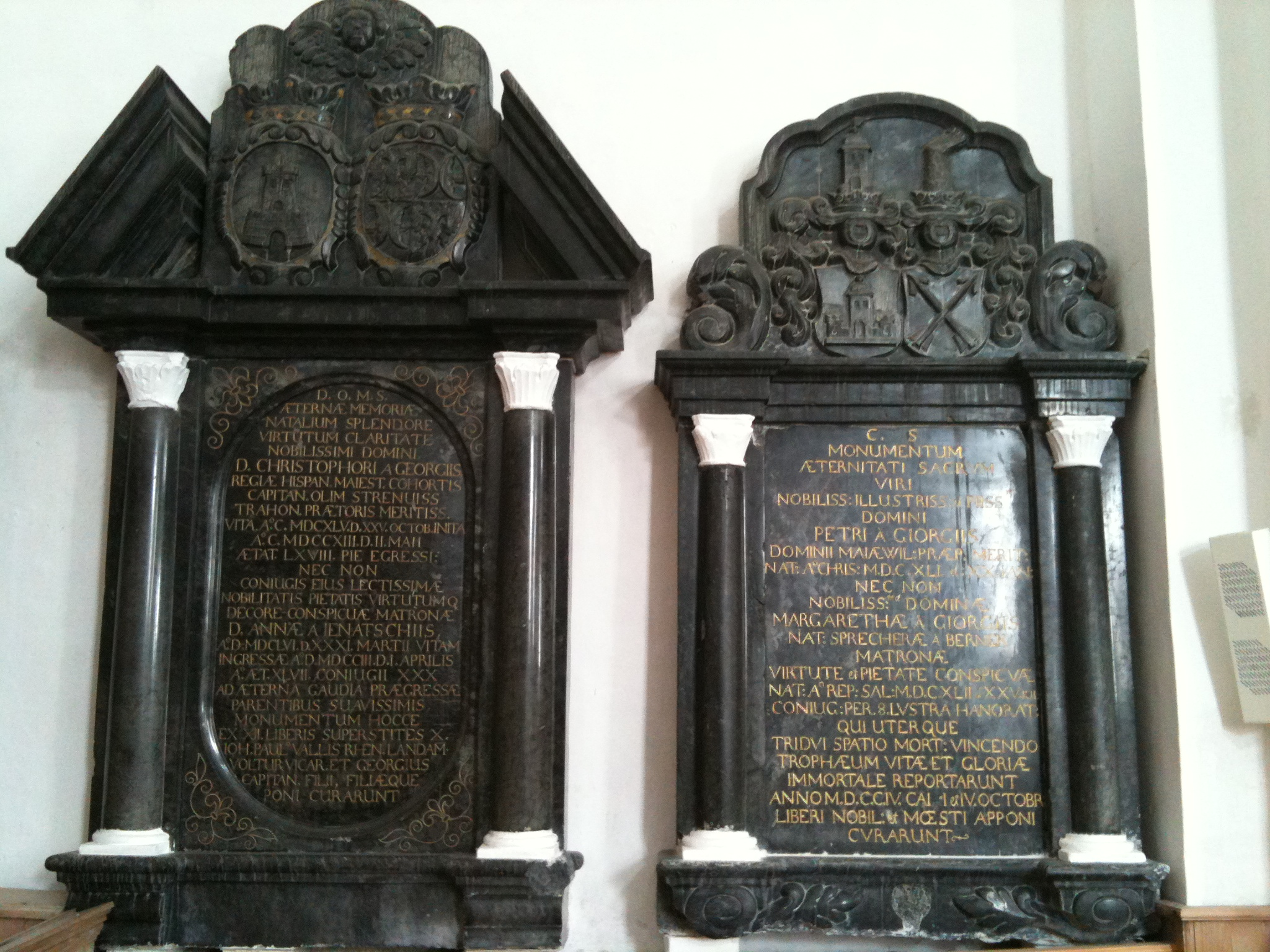
Epitaphe im Kircheninneren
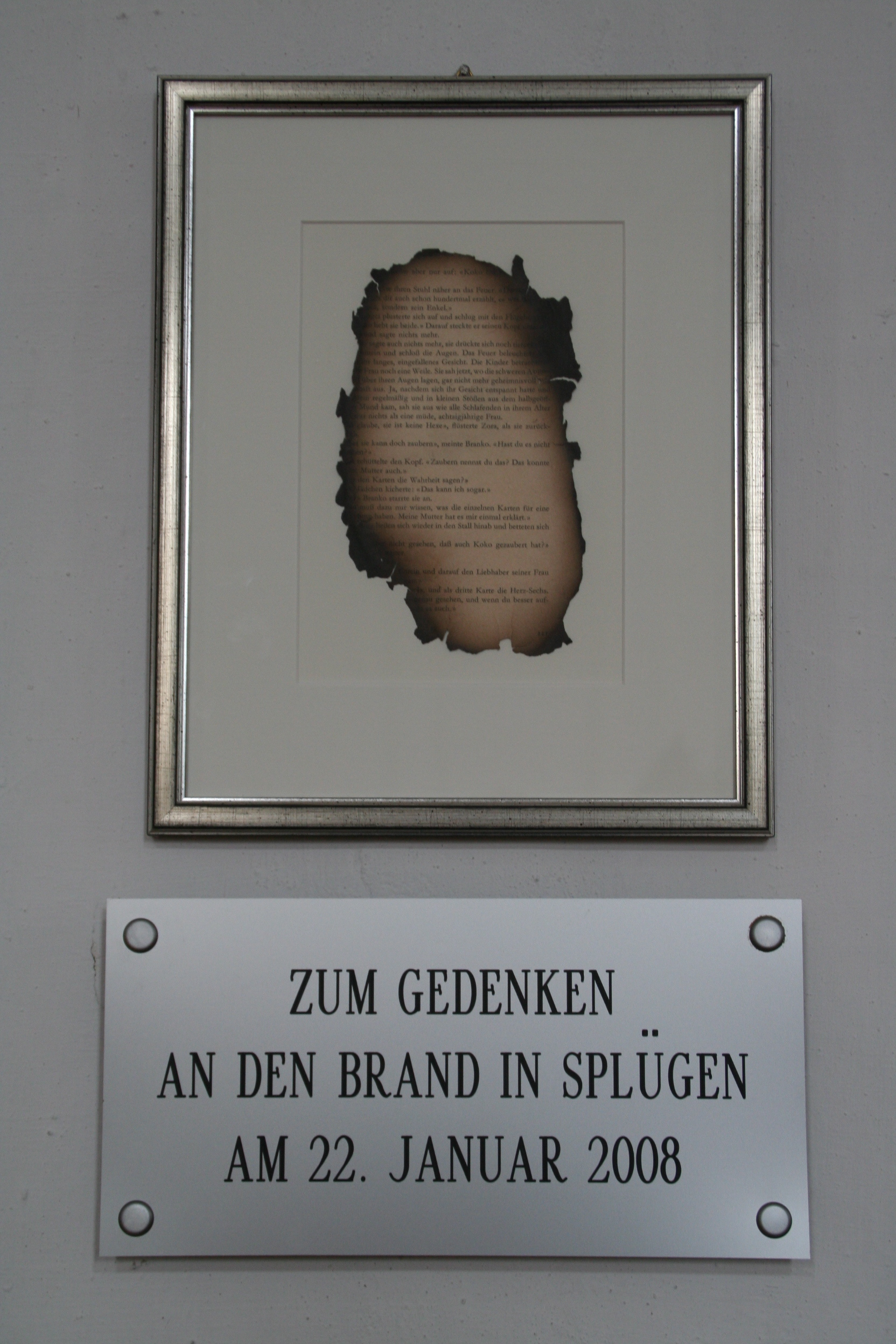
Erinnerungstafel zum Gedenken an Brand vom Januar 2008